# Metro Mekka
| |                      |                          |                          |
| Streckenlänge: | 18,1 km              |                          |                          |
| Spurweite: | 1435 mm (Normalspur) |                          |                          |
| Stromsystem: | 1500 V =             |                          |                          |
| |                      |                          |                          |
| Eröffnung: | 15. November 2010    |                          |                          |
| Anzahl Stationen: | 9                    |                          |                          |
| Anzahl Fahrgäste pro Stunde: | 72.000               |                          |                          |
| \| \| \| Innenstadt Mekka geplant \| \| \| \| 15,6 \| Abstell- und Wendeanlage \| Abstell- und Wendeanlage \| \| \| \| \| \| \| \| 14,8 \| Jamarat (Mina 3) \| Jamarat (Mina 3) \| \| \| \| \| \| \| \| \| \| \| \| \| 12,2 \| Mina 2 \| Mina 2 \| \| \| 11,3 \| Mina 1 \| Mina 1 \| \| \| 10,3 \| Muzdalifah 3 \| Muzdalifah 3 \| \| \| 9,1 \| Muzdalifah 2 \| Muzdalifah 2 \| \| \| \| \| \| \| \| \| \| \| \| \| 7,8 \| Muzdalifah 1 \| Muzdalifah 1 \| \| \| \| \| \| \| \| 1,8 \| Arafat 3 \| Arafat 3 \| \| \| 0,8 \| Arafat 2 \| Arafat 2 \| \| \| 0,0 \| Arafat 1 \| Arafat 1 \| \| \| \| \| \| \| \| \| \| \| \| \| \| Autobahn Mekka–Ta'if \| \| \| \| -3,1 \| Betriebswerk und Depot \| Betriebswerk und Depot \| |                      |                          |                          |
| |                      | Innenstadt Mekka geplant |                          |
| Betriebsstelle Strecke bis hier außer Betrieb | 15,6                 | Abstell- und Wendeanlage | Abstell- und Wendeanlage |
| Überleitstelle / Spurwechsel |                      |                          |                          |
| Kopfbahnhof Strecke bis hier außer Betrieb | 14,8                 | Jamarat (Mina 3)         | Jamarat (Mina 3)         |
| Strecke Ende Hochstrecke |                      |                          |                          |
| Strecke Anfang Hochstrecke |                      |                          |                          |
| Bahnhof | 12,2                 | Mina 2                   | Mina 2                   |
| Bahnhof | 11,3                 | Mina 1                   | Mina 1                   |
| Bahnhof | 10,3                 | Muzdalifah 3             | Muzdalifah 3             |
| Bahnhof | 9,1                  | Muzdalifah 2             | Muzdalifah 2             |
| Strecke Ende Hochstrecke |                      |                          |                          |
| Strecke Anfang Hochstrecke |                      |                          |                          |
| Bahnhof | 7,8                  | Muzdalifah 1             | Muzdalifah 1             |
| Überleitstelle / Spurwechsel |                      |                          |                          |
| Bahnhof | 1,8                  | Arafat 3                 | Arafat 3                 |
| Bahnhof | 0,8                  | Arafat 2                 | Arafat 2                 |
| Bahnhof | 0,0                  | Arafat 1                 | Arafat 1                 |
| Überleitstelle / Spurwechsel |                      |                          |                          |
| Strecke Ende Hochstrecke |                      |                          |                          |
| |                      | Autobahn Mekka–Ta'if     |                          |
| Betriebs-/Güterbahnhof Streckenanfang und quer · Strecke nach rechts | -3,1                 | Betriebswerk und Depot   | Betriebswerk und Depot   |

Die Metro Mekka (engl. Makkah Mass Rail Transit) ist ein Schnellbahnsystem in der saudi-arabischen Millionenstadt Mekka. Die Strecke soll den Pilgerstrom während des Haddsch zu den heiligen Stätten Minā, Muzdalifa und der Ebene von ʿArafāt östlich von Mekka verbessert lenken.

## Bau
Planung, Bauüberwachung und Abnahme lagen in den Händen von DB International, die dazu ausschließlich muslimische Mitarbeiter einsetzen konnte, da die Strecke in entsprechenden Sperrgebieten verläuft. Die Eisenbahninfrastruktur wurde von der China Railway Construction Cooperation errichtet, die Energieversorgung von Siemens, Signaltechnik und Zugsicherungssystem wurden von der französischen Thales-Gruppe, Bahnsteigtüren von Knorr/Westinghouse beigesteuert.

## Infrastruktur
Die 18,7 Kilometer lange Strecke ist mit einer Oberleitung versehen. Sie verläuft von Südost nach Nordwest von Al Mashaaer am äußeren Stadtrand nach Al Mugaddassah östlich der Innenstadt überwiegend als Hochbahn auf einem Viadukt. Betriebswerk und Zugdepot liegen am südöstlichen Ende der Strecke hinter dem Bahnhof Arafat 1. Die neun Stationen sind in drei Gruppen eingeteilt, die sich jeweils am Haupt-Unterbringungs-Areal der Pilger sowie an den Pilgerzielen in Muzdalifah und auf Arafat befinden. Die Stationen besitzen 300 Meter lange Bahnsteige, wobei die drei nordwestlichen und drei südöstlichen mit Außenbahnsteigen versehen sind, während die drei Stationen in Muzdalifah wegen der größeren Passagierströme über einen sehr breiten Mittel- sowie einen Außenbahnsteig in Fahrtrichtung Mina verfügen. Jeder Zug fährt versetzt immer nur eine der drei Stationen innerhalb einer Bahnhofsgruppe an. Die Bahnsteige sind von den Zügen durch vollautomatische Bahnsteigtüren getrennt, die sich erst öffnen, wenn der Zug zum Stehen kommt.

## Fahrzeuge

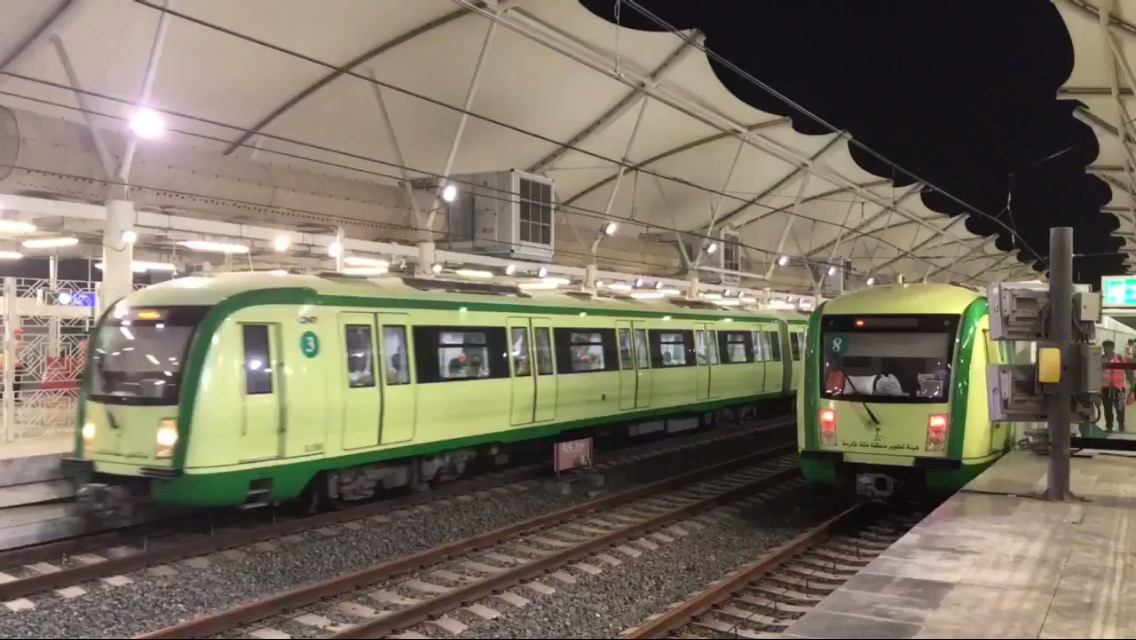
Zwei Fahrzeuge der Metro Mekka (2017)

Die 204 Fahrzeuge sind zu 17 Zügen mit je 12 Wagen zusammengestellt. Eine Garnitur ist 276,8 Meter lang. Die Fahrzeuge sind 3,091 Meter breit. Sie wurden von Changchun Railway Vehicles aus China geliefert. Jedes der klimatisierten Fahrzeuge hat 45 längsseitige Sitze und fünf Türen, um das Ein- und Aussteigen zu beschleunigen. Insgesamt hat ein Zug ein Fassungsvermögen von 3850 Fahrgästen.

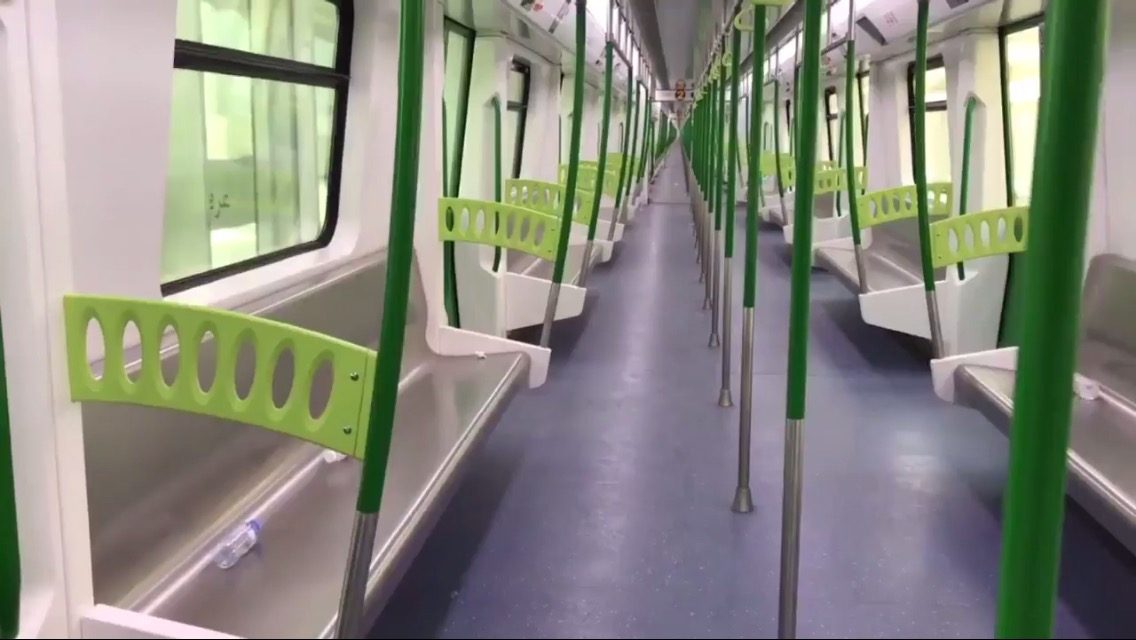
Innenansicht

## Betrieb
Die Bahn verkehrt immer nur während der Woche des Haddsch, in der der stärkste Andrang von Pilgern zur Ebene von ʿArafāt herrscht. Vor- und Nachbereitung des jährlichen Betriebs nehmen insgesamt zwei Monate in Anspruch. 5.000 Mitarbeiter sind dafür erforderlich.

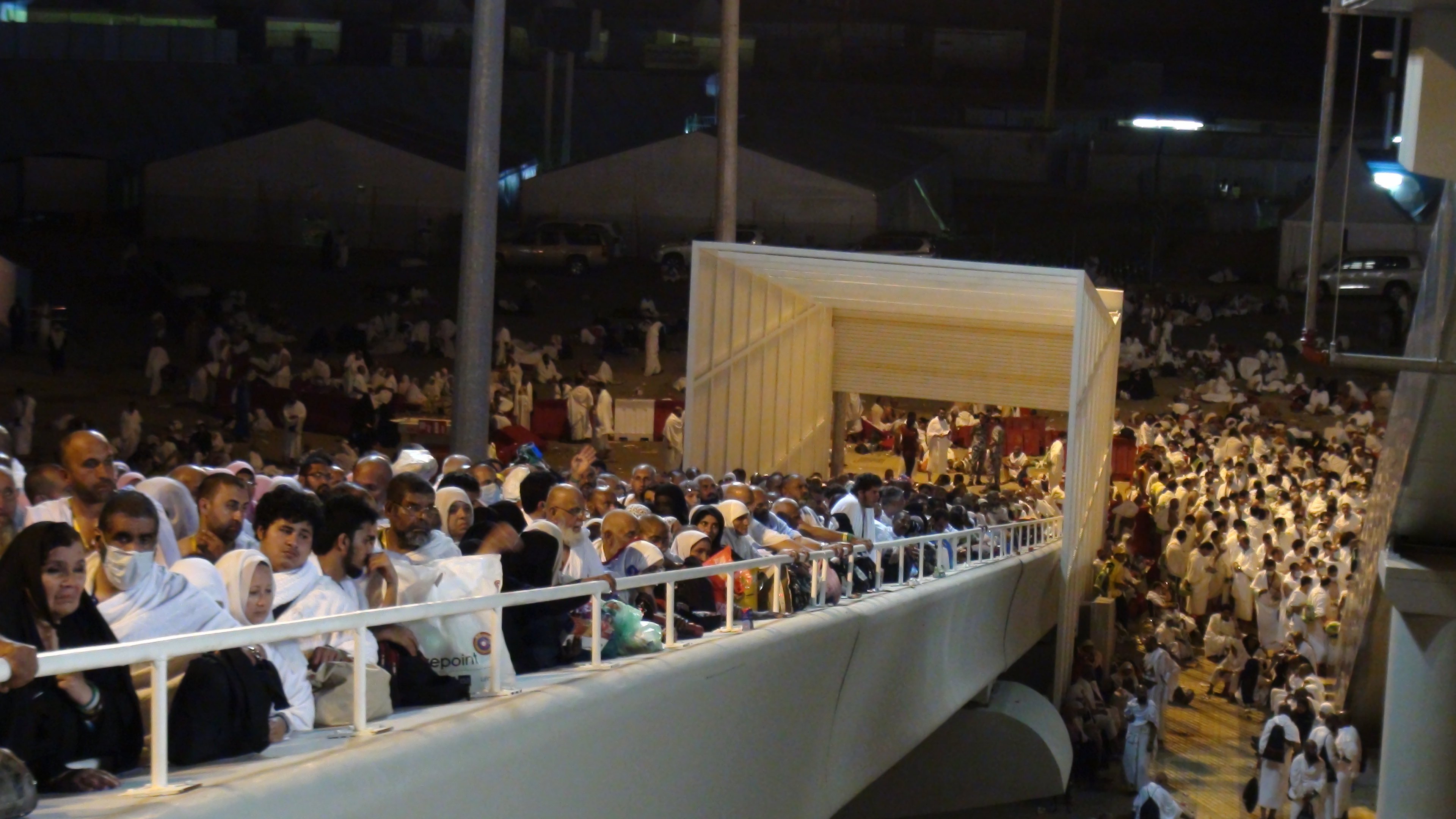
Staus im Gebiet der Metro Arafat in Mekka (2012)

2011 sollte der fahrerlose Betrieb eingeführt werden. Die Kapazität des Systems ist auf 72.000 Passagiere pro Richtung und Stunde ausgelegt. Während des Höhepunktes des Haddsch 2023 wurden am 27. Juni binnen 5:23 Stunden insgesamt 297.000 Passagiere befördert, in der gesamten Betriebswoche waren es rund 2,15 Millionen.
Die Metro wurde am 15. November 2010, rechtzeitig zum Beginn des Haddsch des Jahres 1430 n.H., in Betrieb genommen. Da nur mit einem Drittel der Endkapazität gefahren werden konnte, stand die Bahn damals nur Pilgern aus Saudi-Arabien, Bahrain und Kuwait zur Verfügung. Die zweite Ausbaustufe wurde am 5. November 2011, dem ersten Tag des Haddsch des Jahres 1431, in Betrieb genommen.
In den ersten Jahren wurde die Metro von der China Railway Construction Cooperation betrieben und erneut wieder seit 2018. 2015–2017 war Prasarana Malaysia, ein malaysisches Staatsunternehmen, das sich unter anderem mit dem Betrieb des öffentlichen Verkehrs in Kuala Lumpur beschäftigt, für drei Jahre der Betreiber.

## Ausbau
Die jetzt errichtete Strecke soll zukünftig über eine anschließende Linie B der U-Bahn Zugang zur al-Harām-Moschee ermöglichen. Sie ist die erste eines geplanten Netzes von insgesamt fünf Linien mit voraussichtlich 188 Kilometern Streckennetz und weiteren 87 Stationen. Über die Linie B bestünde dann Anschluss an den Bahnhof der Haramain-Hochgeschwindigkeitsstrecke. Ein Ausschreibung für die Errichtung der übrigen vier geplanten Strecken wurde 2017 durchgeführt, aber abgebrochen. Im Juni 2024 hat die saudische Regierung den Auftrag zu einer Machbarkeitsstudie für Phase 1 des rund 7,4 Mrd. Euro umfassenden Projektes in Auftrag gegeben. Demnach sollen in dieser Phase die Linie B vollständig und die Linie C überwiegend errichtet werden, während die Linie A in einer zweiten Phase und Linie D sowie eine nördliche Verlängerung von Linie C erst in Phase 3 geplant sind.